# Кримян, Никита Аркадьевич
Никита Аркадьевич Кримян (Хримян) (1913—1955) — нарком-министр государственной безопасности Армянской ССР, помощник первого заместителя министра внутренних дел СССР, полковник государственной безопасности (16.04.1943).

## Биография
Родился в семье рабочих, образование — общее среднее. Член ВКП(б) с мая 1939 года.
В органах ОГПУ-НКВД с 1931 года, начав работу практикантом оперуполномоченного экономического отдела Закавказского ГПУ в Тифлисе (июль 1931—1932), в 1933—1935 годах — уполномоченный Закавказского ГПУ-НКВД ЗСФСР, в 1935—1937 годах — оперуполномоченный, затем старший оперуполномоченный, позднее — помощник начальника 2-го отделения 4-го отдела Управления государственной безопасности (УГБ) НКВД Грузинской ССР, в 1937—1938 годах начальник отделения 4-го отдела УГБ НКВД ГССР. С 1938 года по сентябрь 1939 года — заместитель начальника следственной части НКВД ГССР.
В 1939—1941 годах — начальник Следственной части (09.1939-26.02.1940), заместитель начальника Управления НКВД по Львовской области (26.02.1940-14.03.1941).
В 1937 году вёл следствие по делу И. Д. Орахелашвили. Л. Я. Лурье характеризует Кримяна как законченного садиста.
С 14 марта 1941 года по 15 августа 1941 года заместитель начальника Управления НКГБ-НКВД по Ярославской области, с 15 августа 1941 по 7 мая 1943 года начальник 4-го отделения и заместитель начальника Управления НКВД Ярославской области по оперативной работе, с 7 мая 1943 года по 25 апреля 1945 года начальник Управления НКГБ по Ярославской области.
Впоследствии нарком-министр государственной безопасности Армянской ССР (25.04.1945-30.07.1947). В 1947 году за склоки и непартийное поведение был снят с этого поста и назначен с понижением на должность начальника Управления МГБ по Ульяновской области (04.10.1947-28.07.1950). В 1951 году за незаконные аресты граждан, применение незаконных методов следствия, за преследование и необоснованные увольнения честных коммунистов в Ульяновской области с этой должности снят и уволен из органов МГБ.
Вернувшись в Армянскую ССР, в 1951—1953 годах работал начальником отдела кадров министерства пищевой промышленности республики. По обвинению в многократных нарушениях социалистической законности 25 сентября 1953 года был арестован. 3 ноября 1955 года его ходатайство о помиловании Президиум Верховного Совета СССР отклонил. По приговору Военной коллегии Верховного суда СССР 15 ноября 1955 года был расстрелян.

## Награды
Перечень наград:
- Орден Отечественной войны I степени (31.05.1945);
- два ордена Трудового Красного Знамени (20.09.1943, 24.11.1945)
- три ордена Красной Звезды (22.07.1937, 25.07.1949);
- знак «Заслуженный работник НКВД» (28.05.1941);
- 7 медалей;